# Alexandra Ripley
Alexandra Ripley (Charleston, 8 de janeiro de 1934 — Richmond, 10 de janeiro de 2004) foi uma romancista norte-americana, mais conhecida por ter escrito Scarlett, a primeira sequência oficial do livro Gone with the Wind de Margaret Mitchell. 

## Biografia
Ripley nasceu em Charleston, Carolina do Sul, e frequentou a Ashley Hall School. Formou-se em Russo, em 1955, na Vassar Collegeem em Poughkeepsie, Nova Iorque, com uma bolsa da United Daughters of the Confederacy e começou a trabalhar em várias editoras.
Seu primeiro romance chamava-se "Who's the Lady in the President's Bed?", lançado originalmente em 1972, sob o pseudônimo de B. K. Ripley. "Charleston", publicado em 1981, foi seu primeiro romance histórico e um best-seller, assim como os seus próximos livros, "On Leaving Charleston" (de 1984), "The Time Returns" (1985) e "New Orleans Legacy" (de 1987).
Sua vida mudaria para sempre quando, em 1991, os herdeiros do espólio de Margaret Mitchell procuraram-na para que escrevesse uma continuação para a famosa história de Scarlett O'Hara. O livro, intitulado Scarlett, vendeu cerca de seis milhões de exemplares, porém foi universalmente criticado. Em 1994, o romance foi adaptado como uma minissérie televisiva homônima pela CBS.
A escritora faleceu em Richmond, Virgínia, aos 73 anos.

## Romances
- 1972: Lady in the President's Bed?
- 1981: Charleston (Charleston)
- 1984: On Leaving Charleston (Retorno a Charleston)
- 1985: The Time Returns (A volta ao passado)
- 1987: New Orleans Legacy (Legado de Nova Orleans)
- 1991: Scarlett
- 1994: From Fields of Gold
- 1997: A Love Divine